# Садовое (Предгорный район)
Садо́вое — село в Предгорном районе (муниципальном округе) Ставропольского края России.
До 16 марта 2020 года входило в состав муниципального образования «Сельское поселение Юцкий сельсовет».

## География
Расстояние до краевого центра: 139 км.
Расстояние до районного центра: 8 км.

## Население
| 1989 | 2002  | 2010  | 2014  | 2021  |
| ---- | ----- | ----- | ----- | ----- |
| 1157 | ↗1393 | ↗1627 | ↘1600 | ↘1545 |

По данным переписи 2002 года, в национальной структуре населения преобладают русские (75 %).

## Образование
- Основная общеобразовательная школа № 28[9] Школа № 28

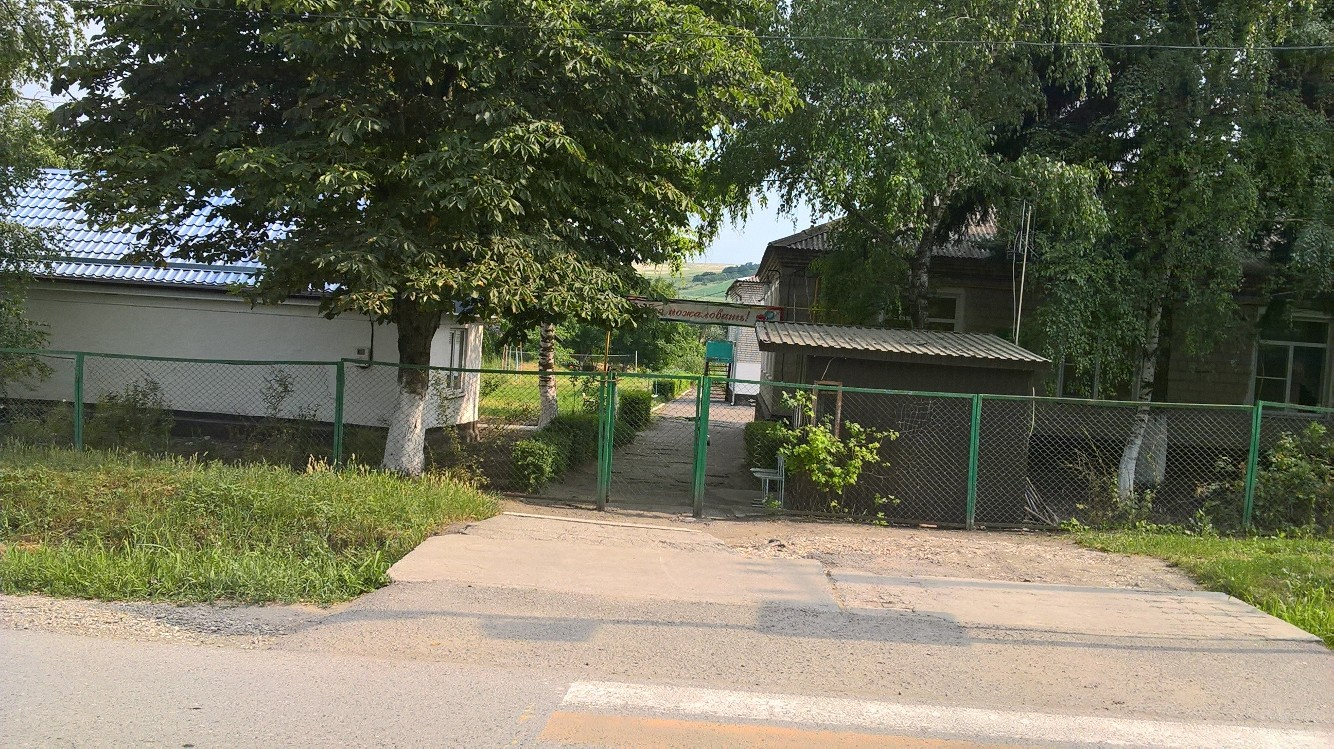
Школа № 28

## Русская православная церковь

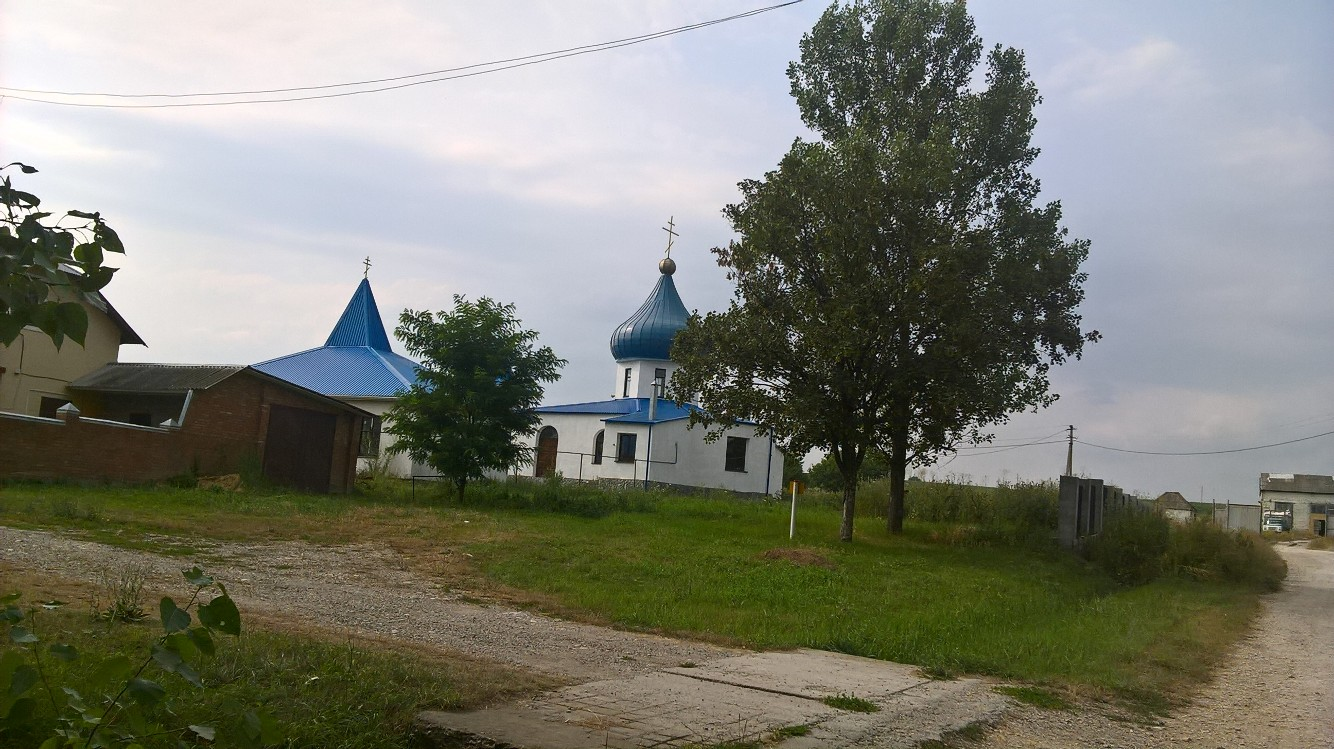
Храм Николая Чудотворца

- Поклонный крест при въезде в село[10]
- Храм Николая Чудотворца. Храм Николая Чудотворца

## Кладбище
- Общественное открытое кладбище площадью 10 тыс. м² (Бригада № 2 МТФ-2)[11].